# آندریا بوسکو
آندریا بوسکو (انگلیسی: Andrea Bosco؛ زادهٔ ۶ اکتبر ۱۹۹۵) بازیکن فوتبال اهل ایتالیا است.
وی همچنین در تیم ملی فوتبال جمهوری دومینیکن بازی کرده‌است.